# Си Ватха
Си Ва́тха (кхмер. សិរីវត្ថា [seʔrǝj voattʰaʔ]; 1841 — 31 декабря 1891) — камбоджийский принц, младший брат королей Нородома I и Сисовата I.

## Биография
Си Ватха (также Си Ваттха, Си Вотха) был внуком короля Анг Енга (правил в 1772—1796) и сыном короля Анг Дуонга (правил в 1845—1859). В настоящее время нет сведений о его супруге, но известно, что у него была дочь по имени Анг Дуонг Рат Ватха (полностью — Неак анг мтьах (принцесса) Анг Дуонг Рат Ватха). У Си Ватхи было два единокровных брата: принцы Нородом и Сисоват, старшего из которых — Нородома — Королевский совет избрал в качестве наследника. После смерти Анг Дуонга началась борьба за право наследовать престол. Си Ватха принял активное участие в этой борьбе, организовав несколько восстаний. Однако несмотря на предпринятые усилия, ему не удалось захватить власть, и в конечном счёте на троне утвердился Нородом, поддерживаемый Сисоватом.

## Восстания
Восстание Си Ватхи было наиболее крупным из числа «династических выступлений» того времени. Программа восстания сводилась к требованиям чисто династического характера, хотя это движение, так же как и восстания По Камбау и атяра Суа, имело объективно антиколонизаторскую направленность.

### Первое восстание (1861—1862)
Впервые Си Ватха выступил против Нородома в июне 1861 года в провинции Кампонгтям. Его сторонникам удалось на время завладеть столицей (Удонгом) и двинуться на Пномпень. Нородом бежал в Бангкок, откуда вернулся в марте 1862 года после того, как войска восставших были разбиты, а сам Си Ватха скрылся в Сиаме.

### Второе восстание (1876—1877)
В 1864 году на церемонии, проходившей под надзором французских и сиамских властей, когда Нородом официально короновался в качестве короля, Си Ватха вновь открыто заявил о своих претензиях на камбоджийский престол. Власть Нородома была крайне шаткой без французской поддержки. Си Ватха ясно дал понять о своём намерении оспаривать трон, Сисоват также мог занять аналогичную позицию в случае, если сиамский король позволил бы ему покинуть Бангкок. Длительное противостояние Си Ватхи и Нородома, сопровождавшееся ухудшением условий жизни в отдалённых районах королевства, говорит о наличии глубокой личной неприязни между двумя принцами.
В 1876 году, воспользовавшись продолжавшимися выступлениями против Нородома, Си Ватха без промедления вернулся из Сиама в Камбоджу. Попросив прощения у короля Сиама за свой несанкционированный отъезд, Си Ватха покинул Бангкок и через Баттамбанг направился в район верхнего Меконга. Ему не составило большого труда в сжатые сроки собрать большое число сторонников и начать терроризировать чиновников, верных королю Нородому. Сторонники Си Ватхи блокировали Кампонгтхом, а также рассредоточились на территории провинции Кампонгсвай (совр. Кампонгтхом), явившегося очагом волнений. Силам, отправленным по приказу Нородома, не удалось задержать Си Ватху. Его отряды по-прежнему осуществляли вооружённые вылазки против королевских подразделений. В дальнейшем в борьбе против восставших активное участие принимали также французские войска. В перерывах между столкновениями сторонники Си Ватхи находили убежище у стиенгов, одной из племенных групп, живших в труднодоступных и малозаселённых районах страны. Французы отказывали Нородому в помощи до тех пор, пока он не согласится подписать договор, предусматривающий проведение ряда реформ. 15 января 1877 года Нородом при непосредственном участии французского представителя подписал декрет, который должен был несколько ограничить власть короля и его семьи, упорядочить дела королевства и приблизить организацию этой феодальной страны к требованиям современности, которые в данном случае выражались от имени буржуазной Франции. Ответным шагом со стороны французской администрации стала активная военная поддержка Нородома в его борьбе с Си Ватхой. В итоге, в 1877 году Си Ватха был взят в плен. Однако, затем его отпустили, взяв с него обещание отказаться от участия в политической жизни.

### Третье восстание (1885—1886)
В 1885 году Си Ватха вновь выступил против короля в надежде занять престол. Несмотря на то, что очагом этого восстания стала провинция Кампонгтям, сторонники движения нашлись также в северных и восточных районах страны. Точных данных о количестве повстанцев нет. Согласно некоторым источникам, их было не менее 3—5 тыс. человек. В провинции Кампонгтям на его стороне было 13 отрядов по 200—500 человек каждый. Опору движения в основном составляло крестьянство. По данным французов, Си Ватха обращался к английскому консулу в Бангкоке с просьбой поддержать его деньгами и оружием и через провинции Баттамбанг и Ангкор получал из Сиама необходимое снаряжение.
Против Си Ватхи действовали в основном французские войска. В одном из боёв Си Ватха был ранен. Восстание пошло на убыль лишь с августа 1886 года, когда министры Нородома пошли на переговоры с лидерами повстанцев и уговорили их перейти на сторону короля. Осенью 1886 года последние наиболее влиятельные вожди восставших перешли на сторону Нородома. Си Ватха с оставшимися сторонниками укрывался в малонаселённых районах страны, где продолжал жить как властитель страны, сохраняя все обычаи кхмерского королевского двора.
В 1890 году представители французской администрации вступили с ним с переговоры, обещая пенсию от колониальных властей. Однако, условия, выдвинутые Си Ватхой, оказались неприемлемыми. 31 декабря 1891 года Си Ватха умер.